# أم العمد الغربية
```

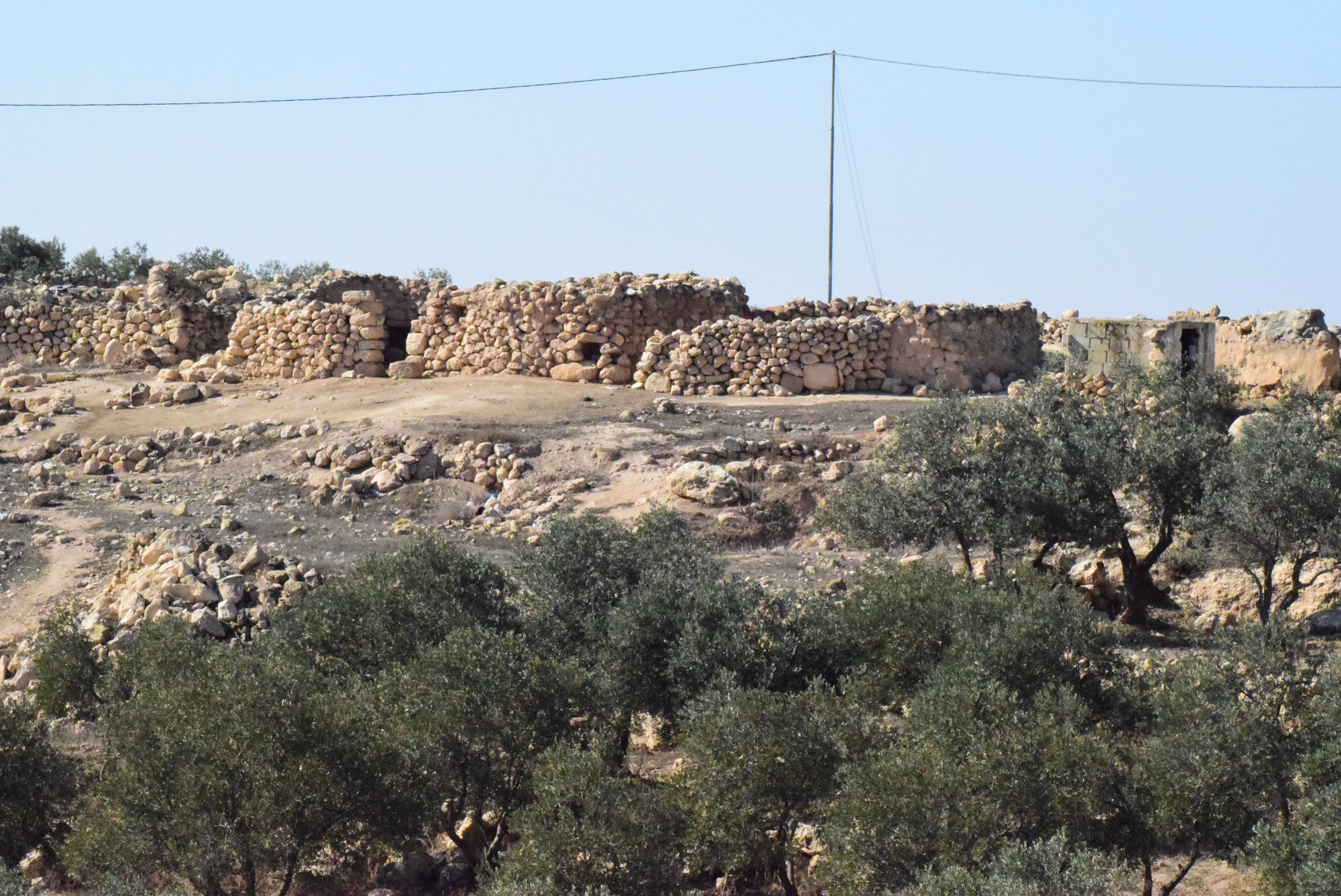

 تقع خربة أم العمد التي تبعد نحو 3 كلم عن مركز مدينة 
يطا
[
1
]
 في الجهة الغربية في موقع استراتيجي. زارها الرحالة السوري نعمان القساطلي الذي عمل مع صندوق استكشاف فلسطين البريطاني، وذكرها في كتابه (
الروضة النعمانية
)، يوم 24 تشرين الأوّل عام 1874.
```

## التسمية
سميت أم العمد بهذا الاسم نسبة إلى الأعمدة القديمة التي كانت في الخربة وما اعتُبر كنيسة وديراً، واستنتج بان المسيحيين الأوائل أطلقوا على الدير اسم القديس جاورجيوس، بسبب: "وجود مقام صغير في سفح ذلك التل المبنية فيه هذه المحلة الخربة على اسم الخضر، وبلا شك ان هذا القديس يسميه المسلمون بالخضر وهم لما عمروا مقامهم الصغير أخذوا اسمه من اسم الدير، ومع تمادي الأيام نسي من بينهم اسم الدير المذكور وسموا هذه الخربة بأم العمد لوجود ثلاثة عواميد بها واقفة تماما، ومغطاة بحجرين كبيرين".
وحسب بعض المصادر، فان الأعمدة، في خربة أم العمد، ظلت موجودة حتى نهاية أربعينات القرن العشرين، قبل أن تهدم، وتدمر، من قبل الباحثين عن الكنوز.

## السكان
يبلغ عدد سكان قرية أم العمد 1000 نسمة وفق مركز الإحصاء الفلسطيني عام 2017.